# An der Schmitte
An der Schmitte war ein Wohnplatz im Stadtteil Gennebreck der Stadt Sprockhövel im Ennepe-Ruhr-Kreis, Nordrhein-Westfalen. Der Wohnplatz fiel im 19. Jahrhundert wüst.

## Lage und Beschreibung
An der Schmitte lag südwestlich des Sprockhöveler Hauptorts im Ortsbereich Schee. Südlich befindet sich die Ortschaft Quellenburg, die größte Ansiedlung im Ortsbereich.
Weitere Nachbarorte sind Rottberg, Schacht Hövel, Alter- und Neuer Schneppendahl, Scherenberg, Neu-Amerika, Am Bischof, Am Röhrdiek, Am Nockenberg, Bräukelchen und Auf Leckebüschen.
Der Standort der Siedlung ist heute Teil einer Agrarfläche.

## Geschichte
Der Ort selbst bestand 1704 aus ein bis zwei Hofgütern. Er gehörte bis 1807 der Gennebrecker Bauerschaft innerhalb des Hochgerichts und der Rezeptur Schwelm des Amts Wetter in der Grafschaft Mark an. Von 1807 bis 1814 war An der Schmitte aufgrund der napoleonischen Kommunalreformen im Großherzogtum Berg Teil der Landgemeinde Gennebreck innerhalb der neu gegründeten Mairie Hasslinghausen im Arrondissement Hagen, die nach dem Zusammenbruch der napoleonischen Administration nun der Bürgermeisterei Haßlinghausen (ab 1844 Amt Haßlinghausen) im Landkreis Hagen (ab 1897 Kreis Schwelm, ab 1929 Ennepe-Ruhr-Kreis) angehörte.
An der Schmitte erscheint auf der Niemeyerschen Karte, Ausgabe Spezialkarte des Bergwerkdistrikts des Distrikts Blankenstein, von 1788/89 mit einem Gebäude. Der Ort ist auf der Preußischen Uraufnahme von 1840 als A.d.Schmitte verzeichnet. Ab der Preußischen Neuaufnahme von 1892 ist der Ort auf Messtischblättern der TK25 nicht mehr verzeichnet.
Am 1. Januar 1970 wurde das Amt Haßlinghausen aufgelöst und die amtsangehörige Landgemeinde Gennebreck mit dem Ortsbereich An der Schmitte in die Stadt Sprockhövel eingemeindet.